# Ochavo de la Sierra
El ochavo de la Comunidad de Villa y Tierra de Sepúlveda situado al sureste de sierra de Somosierra, vertiente opuesta al resto de la comunidad, fue una división administrativa castellana de origen medieval que perteneció a la provincia de Segovia.
Se han utilizado, con discutido rigor histórico, las denominaciones ochavo de Sierra y ochavo de la Sierra para hacer referencia a este ochavo.
Los ochavos son una división administrativa que, en un principio, equivalían a la octava parte de un territorio determinado, generalmente comprendían una parte del término rural dependiente de una villa, rigiéndose en este caso por el Fuero de Sepúlveda.

## Historia
Este territorio se conforma por la comunidad sepulvedana en los tiempos de la ocupación cristiana de Buitrago durante la Reconquista y fue cobrando importancia a lo largo de la Edad Media. El 3 de enero de 1305, la comunidad, otorga privilegio para la repoblación de estas tierras, eximiéndoles del pago de impuestos.
A pesar de la similitud del nombre y compartir frontera, fue una división diferenciada del ochavo de la Sierra y Castillejo, al lado contrario de la sierra.
Entre disputas, durante la división provincial de 1833, a diferencia del resto de ochavos que permanecieron íntegros en la provincia de Segovia, se impuso que el ochavo de la Transierra quedara repentinamente repartido entre las de Madrid y Guadalajara, cayendo sus instituciones progresivamente en desuso durante un periodo de declive poblacional y descoordinación entre localidades vecinas. No hay una fecha de extinción formal, tan solo no se ejercen actualmente los derechos de conformación del ochavo ni los pertenencia y disfrute de los bienes de la Comunidad.

## Comunidad de Villa y Tierra de Sepúlveda
La Comunidad de Villa y Tierra de Sepúlveda se divide en seis ochavos, aunque en un principio fueron ocho. Los ochavos en activo que pertenecen a la Comunidad de Villa y Tierra de Sepúlveda se encuadran dentro de la actual provincia de Segovia. Estos ochavos son:
- Ochavo de Sepúlveda

- Ochavo de Cantalejo

- Ochavo de Prádena

- Ochavo de las Pedrizas y Valdenavares

- Ochavo de la Sierra y Castillejo

- Ochavo de Bercimuel

En el pasado estuvieron también bajo fuerte influencia Maderuelo y Pedraza. Formando además parte del territorio los ochavos de:
- Ochavo de Fresno de Cantespino, hasta su segregación en el siglo XII como Comunidad de Villa y Tierra de Fresno de Cantespino (de la que después se desgranaría también la villa de Riaza).

- Ochavo de la Sierra, cuyo territorio está hoy, tras años de disputas, repartido entre las provincias de Guadalajara y Madrid.

## Localidades del ochavo de la Sierra
Del ochavo de Sierra, parte de las Comunidades Segovianas, aunque no se recuerda por que localidad estuvo encabezado, sí sabemos que se constituía por los siguientes pueblos (a los que se suman sus despoblados):

### Disgregadas en Guadalajara
- El Cardoso de la Sierra, que incluía al histórico el Concejo de El Vado dividido en los núcleos de La Vereda, Matallana y El Vado (bajo las aguas del Embalse de El Vado) pero que actualmente forma parte del municipio de Campillo de Ranas, con su capital en la extracomunitaria Tierra de Ayllón.

- Colmenar de la Sierra, con sus núcleos de: Bocígano, Bustar, Pinarejo, Peñalba de la Sierra, La Hiruelilla/La Hiruela Vieja, Cabida, Corralejo, La Vihuela. Ha sido recientemente, junto a sus barrios, anejado a El Cardoso de la Sierra.

### Disgregadas en Madrid
- Somosierra.

- Robregordo.

- La Hiruela, tradicional barrio de Colmenar de la Sierra desmembrado en la división provincial.